# Grand Prix automobile de Nice 1947
GP précédent
Le Grand Prix automobile de Nice 1947 (VI Grand Prix de Nice) est un Grand Prix organisé par l'Automobile Club de Nice et Côte d'Azur qui s'est tenu sur le circuit urbain de Nice, le long de la Promenade des Anglais le 20 juillet 1947.

## Classement de la course
| Pos. | no | Pilote                   | Écurie                         | Châssis            | Tours | Temps/Abandon   |
| ---- | -- | ------------------------ | ------------------------------ | ------------------ | ----- | --------------- |
| 1    | 12 | Luigi Villoresi          | Scuderia Ambrosiana            | Maserati 4CL       | 100   | 3 h 7 min 7 s 1 |
| 2    | 28 | Jean-Pierre Wimille      | Équipe Gordini                 | Simca-Gordini T15  | 98    | + 2 tours       |
| 3    | 10 | Fred Ashmore Reg Parnell | Reg Parnell Racing Team        | ERA A              | 98    | + 2 tours       |
| 4    | 14 | Alberto Ascari           | Scuderia Ambrosiana            | Maserati 4CL       | 97    | + 3 tours       |
| 5    | 34 | Charles Pozzi            | Privé                          | Delahaye 135CS     | 95    | + 5 tours       |
| 6    | 4  | Louis Rosier             | Ecurie Tricolore               | Talbot-Lago T150C  | 93    | + 7 tours       |
| 7    | 8  | Leslie Brooke            | Privé                          | ERA B              | 87    | + 13 tours      |
| 8    | 22 | Eugène Chaboud           | Privé                          | Delahaye 135CS     | 67    | +c33 tours      |
| Abd. | 6  | Reg Parnell              | Privé                          | Maserati 4CL       | 59    | Menjalnik       |
| Abd. | 42 | Pierre Levegh            | Ecurie Naphtra Course          | Maserati 4CL       | 46    | Bat             |
| Abd. | 26 | Henri Louveau            | Scuderia Automovilistica Milan | Maserati 4CL       | 46    | Motor           |
| Abd. | 24 | « Raph »                 | Ecurie Naphtra Course          | Maserati 4CL       | 43    | Zavrten         |
| Abd. | 30 | Louis Chiron             | Écurie France                  | Talbot-Lago T26 MC | 38    | Motor           |
| Abd. | 38 | Raymond Sommer           | Privé                          | Maserati 4CL       | 28    | Ogenj           |
| Abd. | 16 | Emmanuel de Graffenried  | Privé                          | Maserati 4CL       | 18    | Motor           |
| Abd. | 18 | Adolphe Mandirola        | Privé                          | Maserati 6CM       | 16    | Šasija          |
| Abd. | 2  | Kenneth Evans            | Privé                          | Maserati 6CM       | 8     | Menjalnik       |
| Abd. | 20 | Fred Meyer               | Privé                          | Maserati 4CL       | 5     | Vžig            |
| Abd. | 32 | Yves Giraud-Cabantous    | Écurie France                  | Talbot-Lago T26    | 5     | Moteur          |
| Np.  | 36 | Benoit Falchetto         | Privé                          | Bugatti Type 35    |       |                 |

- Légende: Abd.=Abandon - Np.=Non partant.

## Pole position et record du tour
- Pole position :  Luigi Villoresi (Maserati) en 1 min 43 s 3.
- Meilleur tour en course :  Raymond Sommer (Maserati) en 1 min 44 s 0.